# USS Omaha (SSN-692)
USS Omaha (SSN-692) — американская подводная лодка проекта «Лос-Анджелес», пятая по счёту в этом классе (в хронологическом порядке). Это третий корабль, названый в честь города Омаха.
Контракт на строительство был подписан General Dynamics в городе Гротон, штат Коннектикут, 31 января 1971 года и её киль был заложен 27 января 1973 года. Первый спуск прошел 21 февраля 1976 года в присутствии спонсора, Романа Хруска, а в эксплуатацию поступил уже с 11 марта 1978 года. Капитаном был назначен Тед А. Гамильтон. Омаха был помещён в резерв на 7 февраля 1995 года, списан и вычеркнут из морского регистра судов 5 октября 1995 года.